# Étang Western Brook
L'étang Western Brook (anglais : Western Brook Pond) est un lac canadien de Terre-Neuve situé dans les monts Long Range. Il s'agit d'un fjord coupé de la mer dans les monts Long Range, la partie la plus au nord des Appalaches.

## Géologie

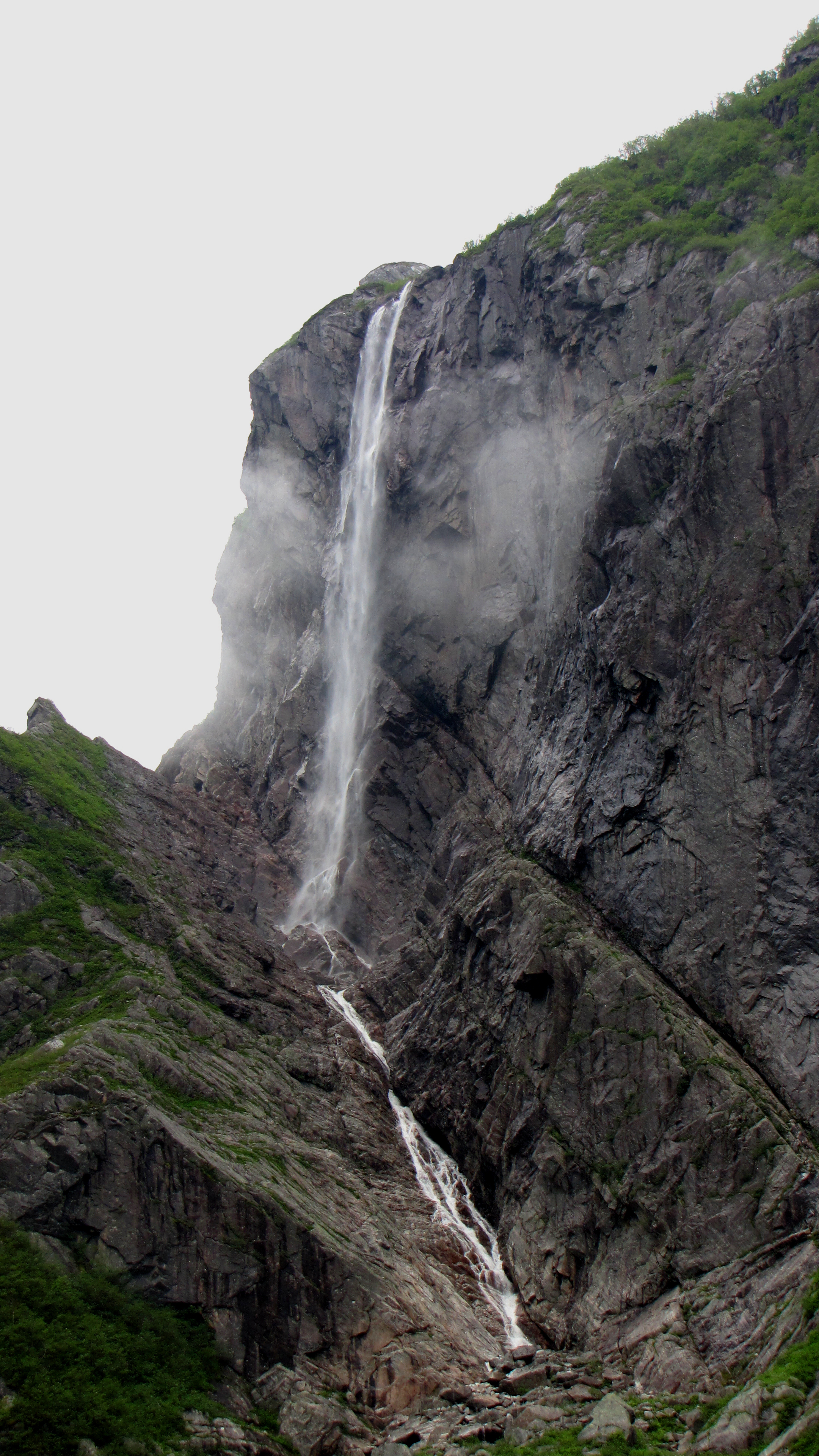
Chute Pissing Mare.

L'étang est entouré de parois rocheuses escarpées de 600 m de hauteur, sculptées sur le plateau environnant par les glaciers. Après la fonte des glaciers, la terre a rebondi et le fjord fut coupé de la mer. L'eau salée a finalement été chassée du fjord, laissant sont alimentation par les rivières d'eau fraîche environnantes. La zone de captage est composée de roches ignées avec un sol relativement mince, de sorte que les eaux alimentant l'étang Western Brook sont pauvres en éléments nutritifs et le lac est classé comme ultra-oligotrophe.
Le lac est alimenté par Stag Brook à l'extrême est du lac et par de nombreuses chutes d'eau en cascade du plateau le surplombant. L'une d'entre elles, les chutes Pissing Mare à 350 m, est l'un des plus élevés de l'est de l'Amérique du Nord.
Au début du XXe siècle, une partie de la falaise environnante s'est détachée et est tombée dans le lac, provoquant un tsunami de 30 m.

## Accès
Le lac est accessible par un sentier de randonnée modéré et facile de 3 km sur les tourbières côtières et les crêtes calcaires basses. Deux bateaux d'excursion, l'un d'une capacité de 70 passagers et l'autre de 90 passagers, naviguent sur le lac de juin à la mi-octobre. Les eaux du lac sont immaculées, ayant eu très peu d'impact des activités humaines. Les exploitants de bateaux d'excursion doivent subir une certification spéciale pour s'assurer que leurs opérations ont un impact minimal sur l'environnement.